# Chiesa di Santa Maria del Carmine (Catanzaro)
La chiesa di Santa Maria del Carmine è un luogo di culto cattolico della città di Catanzaro.

## Storia
La chiesa di Santa Maria del Carmine a Catanzaro è situata nel rione Grècia, antico quartiere di origine greca a sud-est del centro storico. Il nome originario era chiesa di Santa Maria di Cataro.
La chiesa fu edificata nel XVII secolo e rimaneggiata nel secolo seguente, presenta una facciata modificata nel XX secolo e l'interno a navata unica con cappelle laterali. La chiesa era annessa all'omonimo convento carmelitano ed all'oratorio del XVII secolo. Negli anni successivi alla seconda guerra mondiale, intorno agli anni cinquanta, la facciata della chiesa, subì notevoli trasformazioni, insieme alla torre campanaria, in cui la facciata, al centro della quale era posto un affresco, fu rivestita da lastre di travertino.

## Descrizione
L'interno è composto da un'unica navata con quattro cappelle laterali, un presbiterio ampio e profondo, rimaneggiato negli anni '50-'60 da alcuni lavori, che hanno sostituito il vecchio altare. Le cappelle ospitano altari in muratura, di epoca tardo barocca e rococò, dedicati a santi e sante carmelitane ed impreziositi da tele che ancora sono visibili nella loro sede originaria.